# Cimitero della Misericordia (Livorno)
Il cimitero della Misericordia si trova a Livorno, lungo via dell'Ardenza.
Confina col cimitero della Purificazione, mentre un lato è delimitato dal corso del Rio Maggiore.

## Storia e descrizione
Sin dalla sua fondazione del 1595 la Venerabile Arciconfraternita della Misericordia di Livorno, aveva proprie sepolture. Il primo sepolcreto, situato nel duomo di Livorno, le fu donato dal cav. Pignatta nel 1601, sotto il primo altare laterale sinistro dedicato alla Madonna e i santi Gregorio Magno Papa, Francesco, Stefano e Benedetto, raffigurati in una grande tela del Passignano.
La prima chiesa della Misericorida, ubicata in via San Francesco e oggi scomparsa, fu dotata di un sepolcreto per i confratelli defunti (1610). Infine nel 1778 ebbero una propria cappella con sepolture nel camposanto di sant'Andrea, poi soppresso nel 1806.
Necessitò così l'esigenza di creare un nuovo luogo di sepolture per i propri iscritti e confratelli attivi al servizio. Così dopo varie trattative con il governo granducale per l'individuazione del luogo fu acquistato il terreno lungo la via Maremmana, adiacente al Rio Maggiore.
Il nuovo camposanto fu realizzato tra il 1840 ed il 1843 su progetto del capoguardia attivo, ingegner Tito Bonsignori, e secondo le direttive del provveditore della Misericordia, dottor Giuseppe Vivoli, storico cittadino.
Il 30 aprile 1843 alla presenza del vescovo Girolamo Gavi fu posta la prima pietra.
Inizialmente aveva una forma quadrangolare, con quattro celle mortuarie in stile neoclassico poste agli angoli e porticati sui lati. Tuttavia, già nel 1871 fu oggetto di un primo ampliamento da parte di Dario Giacomelli, che aggiunse un nuovo quadrilatero verso est.

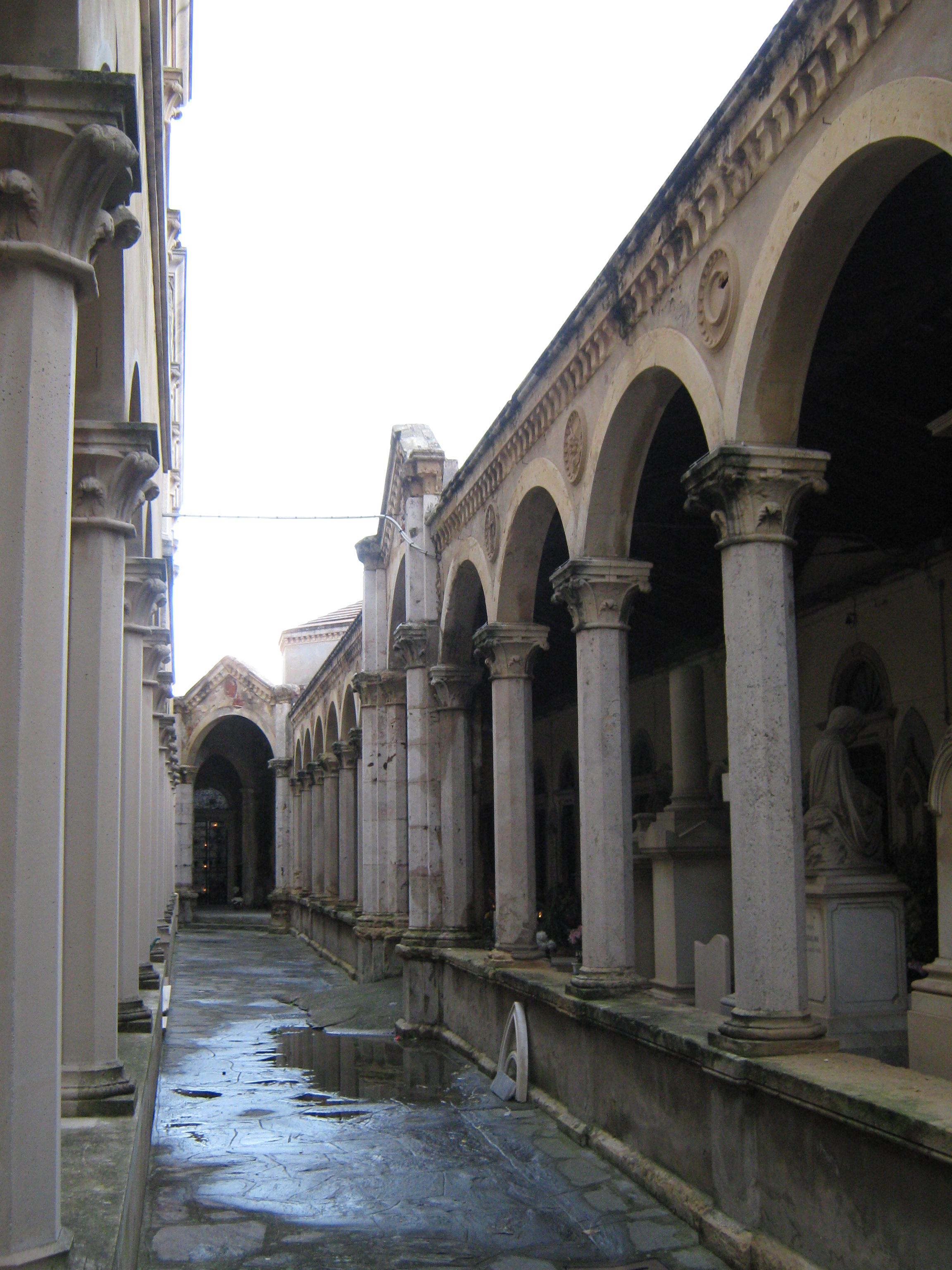
Loggiati nei pressi dell'ex cappella Bastogi

L'oratorio posto al centro fu ampliato ed ornato da un peristilio sulla facciata con colonne su cui si eleva il timpano. La cupola del tetto, eretta più ampia, è sorretta da quattro archi su cui si aprono l'ingresso, l'altare maggiore e due nicchie laterali.
L'altare maggiore è arredato dalla grande immagine ad olio della venerata Madonna dei Dolori alla quale è consacrato il tempio, mentre ai lati si trovano i dipinti della Decollazione di san Giovanni Battista e San Tobia che seppellisce di notte un defunto, opera del Bottani di scuola romana, tele una volta poste nella chiesa dell'Arciconfraternita di via Grande e qui collocate durante la seconda guerra mondiale.
Le tombe dei vescovi della città e di altri personaggi arricchiscono con alcuni busti il resto dell'oratorio.
Nel 1877 l'ingegnere Dario Giacomelli apportò un'ulteriore trasformazione, ingrandendo l'area cimiteriale verso est con un ulteriore chiostro porticato, dove nel tempo furono aperte diverse cappelle come quelle Taddeoli, Malenchini, Donegani e Accademia Navale.

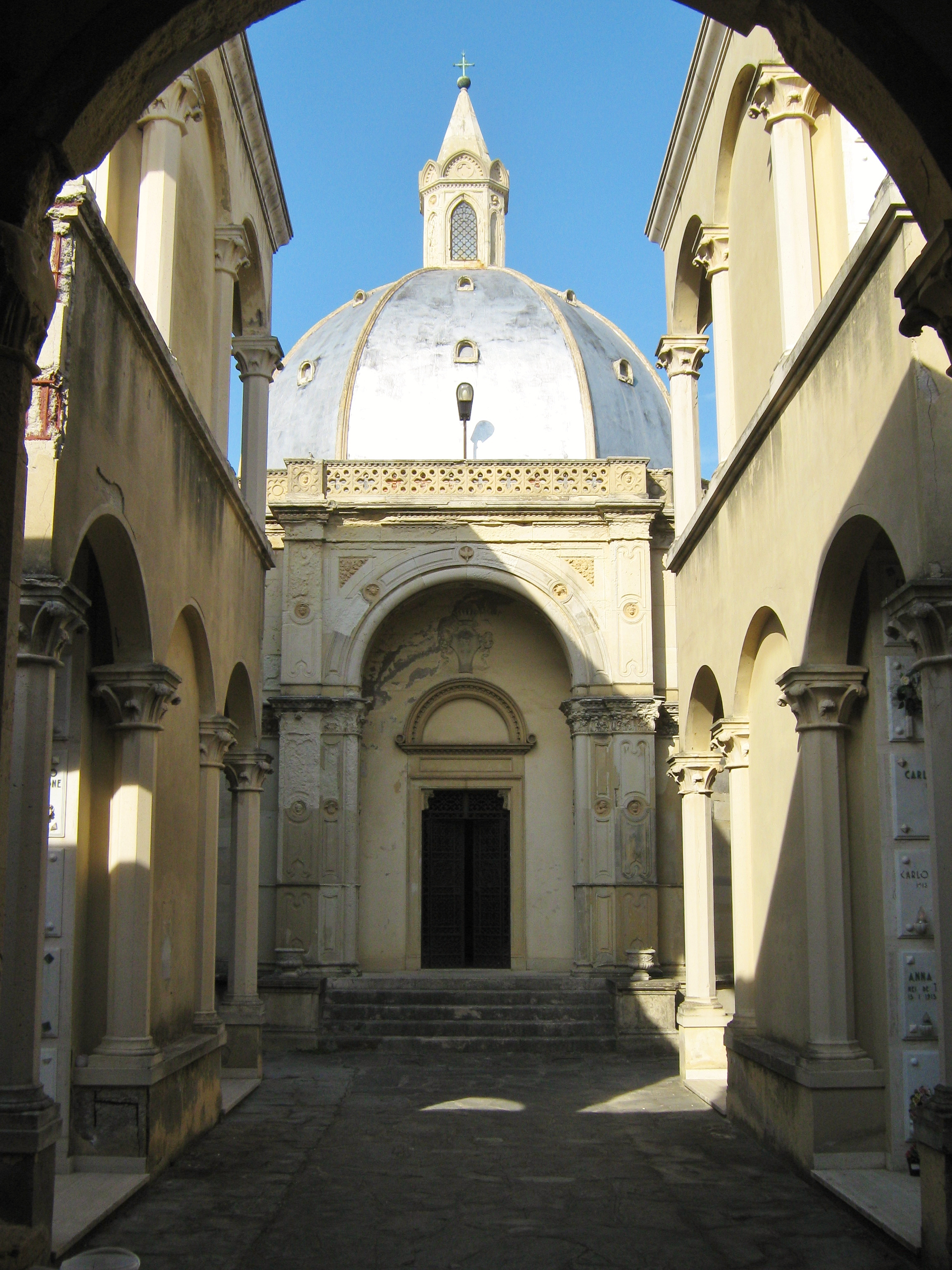
Cappella Bastogi

Al centro della suddetta area, lo stesso progettista realizzò la notevole cappella Bastogi, completata nel 1879 e caratterizzata da una vasta cupola. La cappella gentilizia a pianta ottagonale custodisce un elegante crocifisso in altorilievo, opera del professor Raffaello Romanelli, come le quattro statue delle Virtù Cardinali (1879), ora collocate nella chiesa urbana di San Giorgio in via Verdi.
All'architetto livornese Arturo Conti si deve il progetto delle cappelle Bacci e Aloisi, mentre il concittadino Luigi Del Moro si occupò della cappella di Girolamo Costa.
Nel 1898 fu aperta la quarta sezione, posta alle spalle del cimitero della Purificazione, che fu completata negli anni seguenti con diverse cappelle gentilizie di interesse artistico.
Nel medesimo periodo fu innalzata la Cappella Pate, progettata da Enrico Azzati in stile neogotico e lodata dallo storico cittadino Pietro Vigo nella sua guida di Livorno per i suoi ricchissimi marmi, sculture, vetri istoriati, per il crocifisso di marmo scolpito dal professor Fontana con le statue di San Giuseppe e della Madonna e le artistiche cancellate in ghisa dello Zalaffi di Siena.
Intorno al 1905 Francesco Gai progettò e decorò la cappella della famiglia Orlando (consacrata nel 1906), ai margini della quarta sezione. Per la cappella affrescò L'angelo dell'annuncio della Resurrezione sopra il portale, e all'interno L'annuncio della Resurrezione, la Crocifissione, La Fortezza e la Vigilanza, la Fede, La Prudenza e la Temperanza, la Giustizia, realizzando inoltre la decorazione in stucco, le statue della Meditazione e della Preghiera, oltre al disegno del pavimento e gli arredi.
Tra i singoli monumenti del cimitero si ricordano i vari firmati da Temistocle Guerrazzi, Paolo Emilio Demi, Giovanni Puntoni, Giovanni Paganucci, Vincenzo Cerri, Amalia Dupré, il busto del gonfaloniere della città Luigi Fabbri già posto nella dismessa cappella Henkensfeldt-Slaghek, quello di Giuseppe Bandi, opera di Lorenzo Gori, e al centro della quarta sezione la particolare stele bronzea eretta in memoria dei caduti fascisti negli anni venti, costituita da tre fanciulli che sostengono un braciere, e sottratta da ignoti nel 1993.
Nel secondo dopoguerra, nell'ala orientale del cimitero, realizzata nel corso di un ampliamento novecentesco, fu costruita la cappella monumentale dove, nel 1951, furono poste le spoglie di Pietro Mascagni. Realizzata su progetto dell'ingegner Vilfrido Vanni, l'opera si è ispirata all'ambiente ove lavorò e trionfò il maestro livornese. Si sono così volute rievocare le condizioni ambientali teatrali creando una sorta di platea ideale, su cui si eleva il podio, ove poggia il sarcofago di granito rosso di Svezia. Dal basamento, rivestito in bugnato di pietra, si eleva una coppia di ardite steli in granito grigio di Baveno con una severa croce stilizzata a rappresentare una sorta di elevazione ascetica verso il cielo.
Le due steli sono ornate da otto bassorilievi in marmo di Giulio Guiggi che richiamano le opere principali di Mascagni.
L'idea dell'opera è di dare una sensazione di perpetuità del genio musicale dell'artista, una sorta di sintesi finale dell'attività terrena del musicista che continua la sua opera immortale dall'alto del podio sepolcrale.
All'inizio dal 2002 si manifestò l'intenzione di estendere l'area cimiteriale verso nord, con un vasto progetto che avrebbe dovuto costituire una quinta architettonica di pregio all'impianto urbanistico circostante, nell'intento di recuperare un'area degradata posta proprio lungo una via che costituisce un punto di raccordo tra diversi quartieri della città. Nel marzo 2008, in presenza del vescovo Simone Giusti, si è tenuta la cerimonia della posa della prima pietra.
La nuova sezione del camposanto è stata inaugurata il 20 marzo 2010 a cui è seguita l'apertura dei nuovi uffici e locali cimiteriali.

## Elenco delle cappelle gentilizie storiche
Il presente elenco si basa sulle indicazioni riportate nella guida di Giuseppe Piombanti del 1903 e pertanto offre un quadro del cimitero all'inizio del Novecento. Tuttavia, il cimitero da allora è stato ulteriormente ampliato (già nel 1906 si registra l'apertura della cappella Orlando, qui non citata) e alcune cappelle hanno cambiato denominazione a seguito di passaggi di proprietà.
I sezione
- Carpena (1893)
- Pomata e Huber (1894)
- Marchiani (1893)
- Mazente (1894) ora altri
- Benvenuto (1894)
- Rinaldi
- Canessa Roberto, ora altri
- Polese Felice (1894)
- Simoni (1893), ora altri
- PP. Barnabiti (1894)
- conti Pate e PP. Gesuiti (1904), progettata dall'ing. Azzati in stile neogotico, con crocifisso scolpito dal prof. Fontana, griglie e cancello di Zalaffi di Siena. Ora ad altri.

II sezione
- Costa Girolamo (1896), ora altri
- Ruiz de Cardenas (1895), altri
- Giona (1895), ora altri
- Canessa-Campana (1895)
- Ghezzi e Carli, ora altri
- Ghantuz Cubbe
- Mancini, ora altri
- Taucci, ora altri
- Mimbelli (dell'architetto Angiolo della Valle)

III sezione
- Bastogi (1879), dell'architetto Dario Giacomelli: crocifisso in altorilievo con Madonna, San Giovanni e la Maddalena, 4 statue raffiguranti la Fede, Speranza, Carità e Rassegnazione scolpite nel 1879 dal prof. Romanelli (ora poste nella chiesa urbana dell'arciconfraternita). Ora di proprietà della Misericordia.
- Taddeoli, con cupola (1887)
- Malenchini Vincenzo, con cupola
- Donegani, con cupola (1881)
- Accademia Navale, con cupola (1890)
- Parretti (1890)
- Biscossi, ora altri
- Branche
- Pachò (1891)
- Giovannetti, ora altri
- Fabbri (1882), all'epoca con busto del gonfaloniere della città Luigi Fabbri; ora altri
- Canessa Luigi
- Prosperi (1882)
- Bougleux (1881)
- Anselmi (1880)
- Gambaro (1882)
- Conti
- Mazzinghi
- D'Ottone
- Palma (1882), ora altri
- Zalum Paolo (1889)
- Galeotti (1892)
- Cianfarelli (1890), ora altri
- Cheloni (1891)
- Guerrazzi (1891), ora altri
- Menicanti (1886)
- Polese Luigi (1886)
- Zalum Giuseppe (1888)
- Lemmi-Gigli (1886)
- Coppa (1888)
- Michon Paolo (1886)
- Baffo (1890), all'epoca con copia del crocifisso del Tacca.
- Leoni
- Carboni e Castelli (1891)
- Bacci (1885)

IV sezione (1898)
- Fanelli (1900)
- Tortello (1902)
- Payre Vigne (1898)
- Santoni
- Aloisi Ferrari (1898), progetto di Arturo Conti
- Bacci Annibale (1905), progetto di Arturo Conti
- Tomei (1899)
- Caprilli (1899)
- Ganni (1901)
- Cerri (1899)
- Dalmazzoni (1898)
- Maggi-Tidi-Comparini (1898), ora altri
- Reggio Sergardi (1898)
- Ciappei
- Banti
- Kayser (1900), decorata da Enrico Azzati, fu dotata di Angelo marmoreo del Lorenzo Gori, ora spostato nella cappella dei Gesuiti.
- Zalum Castelli (1898)
- Klein De Cugis (1898) ora altri
- Narice (1903)
- Delogu (1902), decorata dall'architetto Frediani in marmo bianco con specchiature in bardiglio ed archi a sesto acuto.
- Cipriani (1902)
- Suore della Carità, progettata dall'ing. Torello Macchia con ornamenti di G. Valli, 1903. Ora pubblica.

## Personalità sepolte nel cimitero

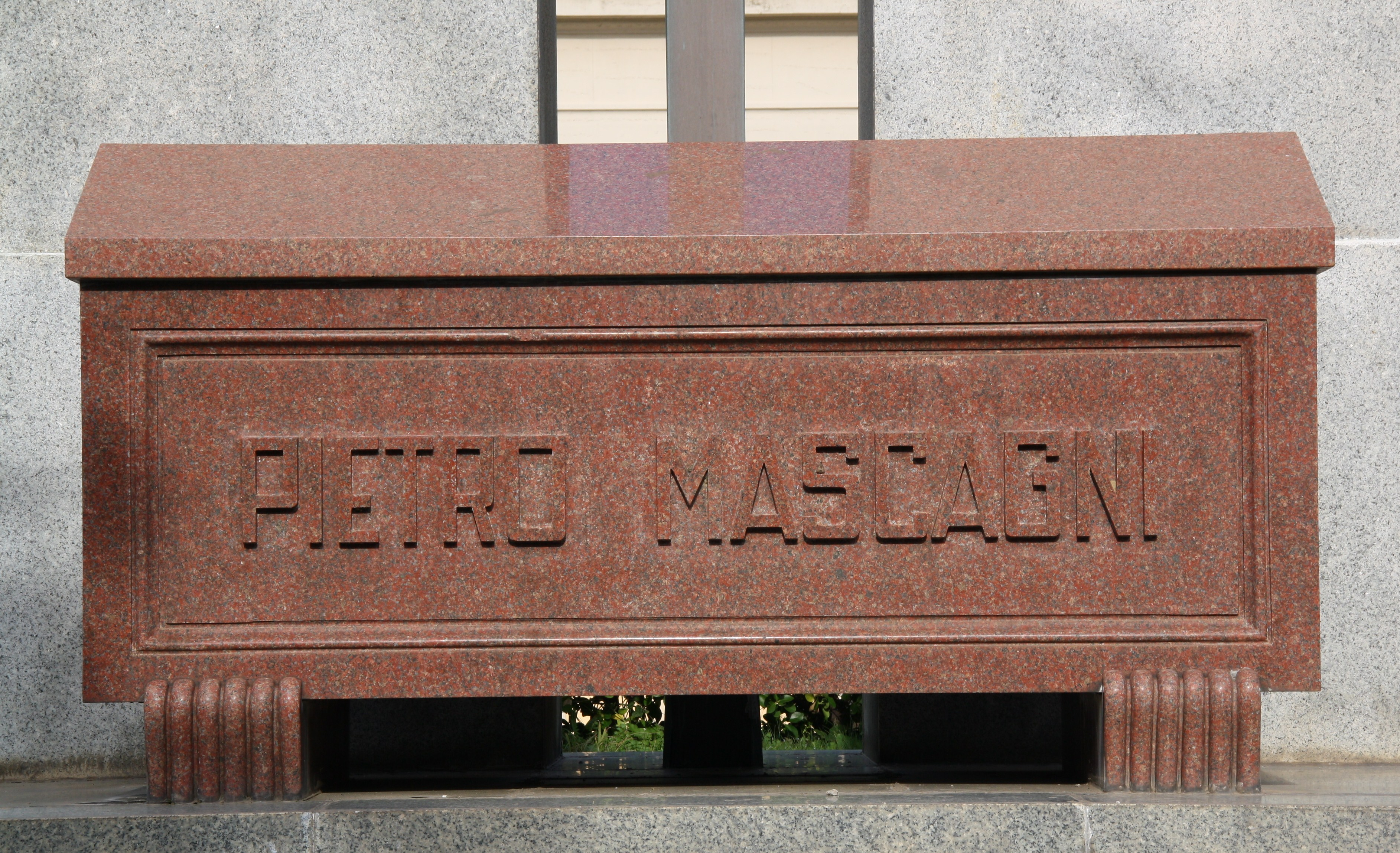
Mausoleo di Pietro Mascagni

- Alberto Ablondi (1924 - 2010), vescovo[8]
- Giuseppe Bandi (1834 - 1894), patriota, scrittore e giornalista[9]
- Alessandro Baroni (1819-1887), religioso
- Pietro Bastogi (1808 - 1899), politico e senatore del regno
- Carlo Azeglio Ciampi (1920 - 2016), politico, economista e banchiere, 10⁰ presidente della Repubblica Italiana[10]
- Nicola Costella (1844-1907), sindaco e senatore
- Elin Danielson Gambogi (1861-1919), pittrice finlandese
- Guido Donegani (1877 - 1947), imprenditore[11]
- Luigi Fabbri, gonfaloniere di Livorno
- Enzo Fregosi (1947 - 2003), militare italiano, sottufficiale dell'arma dei Carabinieri caduto nell'attentato di Nassiriya[12]
- Raffaello Gambogi (1874-1943), pittore
- Dario Giacomelli (1819 - 1897), architetto
- Vivi Gioi (1917 - 1975), attrice[13]
- Enrico Grabau (1926-2020), filantropo
- Emilio Guano (1900 - 1970), vescovo e biblista[14]
- Temistocle Guerrazzi (1806 - 1884), scultore
- Giovanni Lazzara, imprenditore del corallo
- Ferdinando Magagnini (1801 - 1874), ebanista e architetto
- Vincenzo Malenchini (1813 - 1881), militare e politico italiano[15]
- Pietro Mascagni (1863 - 1945), compositore e direttore d'orchestra
- Galliano Masini (1896 - 1986), tenore
- Francesco Mimbelli (1903 - 1978), ammiraglio italiano[16]
- Dario Niccodemi (1874-1934), commediografo
- Rosolino Orlando (1860-1924), sindaco
- Armando Picchi (1935 - 1971), calciatore e allenatore di calcio[17]
- Giovanni Salghetti Drioli (1911-1988), architetto
- Carlo Sansoni, avvocato e fondatore della Cassa di Risparmi di Livorno
- Delia Scala (1929 - 2004), attrice e ballerina
- Pier Domenico Sommati (1921-1944), medaglia d'oro della Resistenza
- Cesare Tarrini (1885-1953), scultore